# Reynaldo Duque
Reynaldo A. Duque (Candon, 29 oktober 1945 - 8 april 2013) was een Filipijns schrijver en dichter. Hij schreef onder meer korte verhalen, gedichten en toneelstukken en won met zijn werk vele tientalen literatuurprijzen. In 2003 werd hij opgenomen in de Hall of Fame van de Palaca Awards, de meest prestigieuze Filipijnse literatuurprijs.

## Biografie
Reynaldo Duque werd geboren op 29 oktober 1949 in Candon in de Filipijnse provincie Ilocos Sur. Hij voltooide in 1966 een vooropleiding Rechten aan de University of Santo Tomas. Duque schreef korte verhalen, gedichten en toneelstukken in het Ilocano, het Filipijns en in het Engels. Daarnaast was hij scenarioschrijver voor radio, televisie en film. Ook was hij hoofdredacteur van het toonaangevende Filipijns wekelijkse literatuurtijdschrift Liwayway.
Met zijn werk won Duque vele tientalen prijzen. Zo won hij zes maal een eerste prijs bij de Palanca Awards, de belangrijkste literatuurprijs in de Filipijnen. Hij won eerste prijzen voor Kandong (kort verhaal - Filipino divisie, 1980), Ang mga Tatoo by Emmanuel Resurreccion (eenakter - Filipino divisie, 1986), Colorum (kort verhaal - Regionale divisie in Ilocano, 1997), “Ysabelo” (kort verhaal - Regionale divisie in Ilocano, 2001), Leon, 15 (kort verhaal - Regionale divisie in Ilocano, 2003) en Apong Simon (korte verhaal - Filipino divisie, 2003). In 2003 werd hij opgenomen in de Palanca Hall of Fame. Een eer die te beurt valt aan schrijvers die minimaal vijf keer de eerste prijs wonnen.
In 1998 won Duque de eerste prijs voor Candon bij de Centennial Literary Awards. In 1998 en 2002 werd hij door de Komisyon sa Wikang Filipino (Commissie voor de Filipijns taal) uitgeroepen tot Mataka ng Taon (ster van het jaar) voor zijn gedichten Awit ng Dugo: Bayang Dakila, Bayang Malaya en Pintig ng Pananalig: Indulanin kay Juan.
Duque overleed in 2013 op 67-jarige leeftijd aan een leveraandoening. Hij was getrouwd met Teresita A. Rodriguez en kreeg met haar drie kinderen.